# Wart
Wart is een personage uit de Mario-reeks, hij trad op in de reeks van 1987 tot 2001.

## Karakteromschrijving
Wart is een korte, groene, dikke pad die niet zo heel lang bij de serie van Mario heeft gehoord.

## Trivia
Series waar Wart in voorkomt:
- Super Mario Bros. 2 (Nintendo Entertainment System, 1987)
- Super Mario 2 (Famicom, 1988)
- The Super Mario Bros. Super Show! (televisieserie, 1989)
- Super Mario All-Stars + Super Mario World (Super Nintendo Entertainment System, 1993)
- Super Mario All-Stars (Super Nintendo Entertainment System, 1994)
- Super Mario All Stars (Super Nintendo Entertainment System, 1995)
- Super Mario Advance (Game Boy Advance, 2001)